# فارس جمعة
فارس جمعة حسن جمعة السعدي (مواليد 30 ديسمبر 1988) هو لاعب كرة قدم إماراتي يلعب معنادي يونايتد كمدافع. مثّل منتخب الإمارات العربية المتحدة لكرة القدم في الأدوار التأهيلية لكأس العالم 2010.

## مسيرة اللاعب
لعب في نادي العين ونادي الجزيرة ونادي الوحدة ونادي يونايتد الإماراتي.

## الأهداف الدولية
| # | التاريخ        | المكان | الخصم   | الحصيلة | النتيجة | المنافسة                          |
| - | -------------- | ------ | ------- | ------- | ------- | --------------------------------- |
| ? | 29 نوفمبر 2010 | عدن    | البحرين | 3–1     | فوز     | كأس الخليج العربي لكرة القدم 2010 |

## روابط خارجية
- فارس جمعة على موقع الاتحاد الدولي (مؤرشف)  (الإنجليزية)
- فارس جمعة على موقع قاعدة بيانات كرة القدم.إي يو (الإنجليزية)
- فارس جمعة على موقع ناشيونال فوتبول تيمز (الإنجليزية)
- فارس جمعة على موقع Soccerway.com (الإنجليزية)